# Duque Caxiense Futebol Clube
Duque Caxiense Futebol Clube é uma agremiação esportiva da cidade de Duque de Caxias no estado do Rio de Janeiro, fundada a 2 de janeiro de 1997.

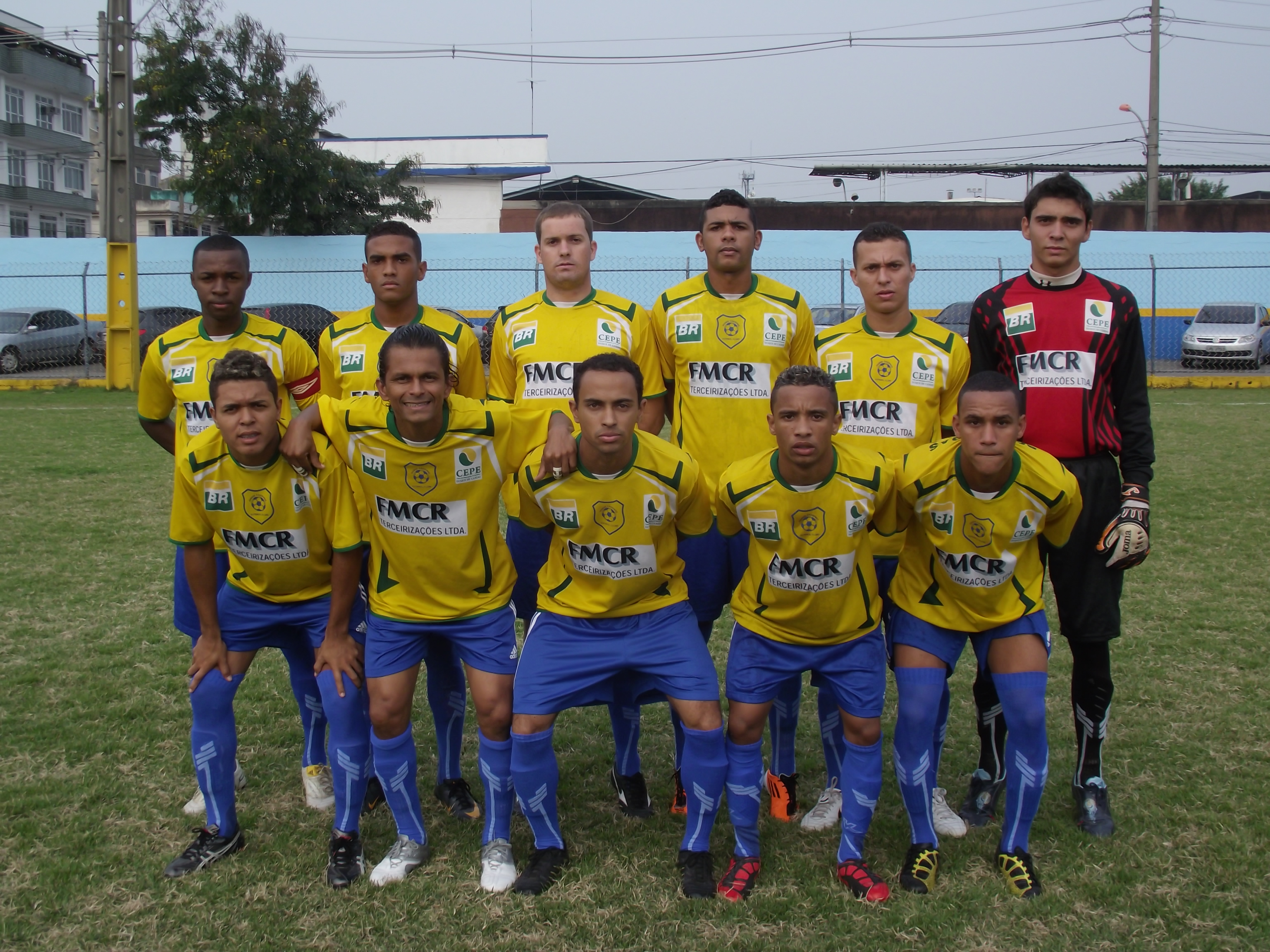
Equipe profissional do Duque Caxiense em 2011

## História
Estreia no profissionalismo na Terceira Divisão de Profissionais, em 1997, como Associação Atlética Duquecaxiense. Tinha as cores vermelha e branca. É o líder na primeira fase, mas acaba o campeonato em terceiro lugar, atrás de CFZ do Rio Sociedade Esportiva e Associação Desportiva Cabofriense, mas à frente do Real Esporte Clube. No mesmo ano vence a Copa Rio, ao derrotar na final o Rodoviário Piraí Futebol Clube. É o seu único título até o momento como profissional. Posteriormente, muda de nome, escudo e cores, passando à denominação atual.
Em 1998, disputa a Segunda Divisão de Profissionais como convidado, mas não se classifica para a fase final, ficando em terceiro em seu grupo na fase inicial, atrás de Associação Atlética Portuguesa e Campo Grande Atlético Clube.
Em 1999, a campanha é semelhante. O clube não avança à segunda fase ao ficar em quinto lugar em seu grupo. Os classificados foram CFZ do Rio Sociedade Esportiva, Serrano Foot Ball Club, Bonsucesso Futebol Clube e Volta Redonda Futebol Clube.
Em 2000, é quinto, último, em sua chave na fase inicial e não consegue se classificar da primeira fase, ao ficar atrás de Goytacaz Futebol Clube, Botafogo de Macaé, Centro Esportivo Arraial do Cabo, que se classificam, e o eliminado Campo Grande Atlético Clube.
Em 2001, termina como quarto colocado, último, em seu grupo e também não se classifica à segunda fase, ao ficar atrás de Entrerriense Futebol Clube, Heliópolis Atlético Clube e Casimiro de Abreu Esporte Clube.
Em 2002, se licencia das competições de âmbito profissional. Volta apenas, em 2005, na Terceira Divisão de Profissionais. Fica em quarto lugar em seu grupo e se classifica para a fase seguinte, ao ficar atrás de Villa Rio Esporte Clube, Esporte Clube Tigres do Brasil e Estácio de Sá Futebol Clube e à frente dos eliminados Campo Grande Atlético Clube, Teresópolis Futebol Clube e Nilópolis Futebol Clube.  A agremiação acaba eliminada nas quartas-de-final pelo Esporte Clube Miguel Couto.
Em 2006, se retira novamente das competições profissionais. Após três anos afastado dos campeonatos, disputa o campeonato de Juniores e Profissional da Terceira Divisão do Rio de Janeiro, através do apoio financeiro e logístico do Prefeito de Duque de Caxias, José Camilo dos Santos Filho, o Zito.
Em 2009, retorna ao profissionalismo para a disputa da Terceira Divisão de Profissionais do Rio de Janeiro, mas não se classifica para a segunda fase.
Em 2014, voltou ao profissionalismo, disputando à Série C do Carioca. Chegou a segunda fase, mas não conseguiu se classificar para o play-off de acesso, após um péssimo desempenho, no qual venceu apenas 1 partida e empatou 2. Terminou em 11º colocado na classificação final, com 6 vitórias, 3 empates e 10 derrotas. 
Em 2015, aceita o convite para disputar a Copa Rio na temporada sendo sorteado no grupo B e faz uma boa campanha na Terceira Divisão Carioca, mas acaba sendo derrotado pelo Santa Cruz na fase final e é eliminado.
Em 2023 o Duque Caxiense retornou para a disputa da Série C, porém no dia 19 de junho o clube e mais 2 foram suspensos por suspeita de manipulação de resultados.
Em 2025 o clube retomou as atividades no futebol profissional, a equipe do Duque Caxiense é uma das 13 participantes do Campeonato Carioca da Série C.

## Títulos
| ESTADUAIS | ESTADUAIS  | ESTADUAIS | ESTADUAIS  |
|           | Competição | Títulos   | Temporadas |
| --------- | ---------- | --------- | ---------- |
|           | Copa Rio   | 1         | 1997       |